# Telophorus
Telophorus – rodzaj ptaków z rodziny dzierzbików (Malaconotidae).

## Zasięg występowania
Rodzaj obejmuje gatunki występujące w Afryce.

## Morfologia
Długość ciała 18–24 cm; masa ciała 30–76 g.

## Systematyka

### Etymologia
- Telophorus (Tlephonus, Telephonus, Telephorus): Swainson nie wyjaśnił pochodzenia nazwy rodzajowej; być może nazwa ta ma być aluzją do barwnego upierzenie dzierzbika żółtogardłego (gr. τελος telos „doskonały”; -φορος -phoros „noszący”, od φερω pherō „nosić”); Swainson użył podobnie brzmiącej nazwy Telophonus (gr. τελος telos „doskonały”; -φωνος -phōnos „dźwięczny, brzmiący”, od φωνη phōnē „dźwięk, głos”) na oznaczenie innego rodzaju dzierzbików w aluzji do niezwykłego śpiewu w duecie czagry przylądkowej[9].
- Calophoneus: gr. καλος kalos „piękny”; φονευς phoneus „morderca” (tj. dzierzba), od φονευω phoneuō „mordować”[10]. Typ nomenklatoryczny: Laniarius quadricolor[c] Cassin, 1851.

### Podział systematyczny
Do rodzaju należą następujące gatunki:
- Telophorus zeylonus (Linnaeus, 1766) – dzierzbik żółtogardły
- Telophorus dohertyi (Rothschild, 1901) – dzierzbik zmienny
- Telophorus viridis (Vieillot, 1817) – dzierzbik zielony